# Nellore (district)
Nellore is een district in de Indiase staat Andhra Pradesh. De hoofdstad is Nellore en het district had 2.469.712 inwoners bij de census van 2011.

## Bestuurlijke indeling
Nellore is onderverdeeld in 38 mandals.